# Dziewczyna z Monako
Dziewczyna z Monako – francuski komediodramat z 2008 roku w reżyserii Anny Fontaine.

## Obsada
- Fabrice Luchini jako Bertrand Beauvois
- Roschdy Zem jako Christophe Abadi
- Louise Bourgoin jako Audrey Varella
- Stephane Audran jako Edith Lassalle
- Gilles Cohen jako Louis Lassalle
- Alexandre Steiger jako Alain
- Philippe Duclos jako inspektor Taurand
- Jeanne Balibar jako Helene
- Helene Saint-Pere jako Carolina
- Christophe Vandevelde jako Tony
- Pierre Bourgeon jako Boulie
- Denis Dallan jako Denis